# Melipilla
För andra betydelser, se Melipilla (olika betydelser).
Melipilla är huvudorten i provinsen Melipilla i regionen Región Metropolitana de Santiago i Chile. Folkmängden uppgår till cirka 70 000 invånare. Fotbollslaget Club de Deportes Melipilla kommer härifrån.